# Seoudi Group
Die Seoudi Group ist ein im Jahre 1975 gegründeter Automobilimporteur mit Sitz in Kairo, Ägypten. Mit der Zeit entwickelte sich das Unternehmen dann selbst zu einem Automobilhersteller, der von Suzuki und Nissan beansprucht wird. 

## Fahrzeugproduktion

### Modern Motors S.A.E.
Modern Motors war das erste Joint-Venture des Herstellers. Seit 1975 wird unter diesem Namen in Kairo Fahrzeuge der Marke Nissan hergestellt. Die maximale Kapazität liegt bei etwa 20.000 Einheiten im Jahr. Dort gebaute Produkte sind der Nissan Bluebird, Nissan Bluebird Sylphy, Nissan Livina, Nissan Livina C-Gear, Nissan Pick-up, Nissan Pick-up 4WD, Nissan Sunny und der Nissan X-Trail. Auf Order der Bayerischen Motoren Werke AG wurden zwischen 1997 und 1999 die BMW-Modelle BMW 318i, BMW 325i, BMW 520i, BMW 525i und BMW 530i hergestellt.
Die Modern Freezone, eine Stellfläche mit 15.000 m² für die Verschiffung bestimmter Automobile, richtete das Unternehmen in Alexandria ein.

### Suzuki Egypt S.A.E.
Die Suzuki Egypt S.A.E. ist ein im März 1988 etabliertes Joint-Venture mit Suzuki. Mit einer Investition von 100.000.000 LE errichtet, konnte die Produktion bereits 11 Monate später aufgenommen werden. Der Hauptsitz des Unternehmens befindet sich in der Stadt des 6. Oktober. Ein zweites Werk wurde in Gizeh errichtet. Insgesamt werden auf dem 102.000 m² großen Betrieb in etwa 300 Arbeitnehmer beschäftigt.
Von Suzuki Egypt produzierte Modelle sind der Maruti 800, Suzuki Microbus, Suzuki Pick-up, Suzuki Swift, Suzuki Van, Suzuki Vitara (1989 bis 1999)/(seit 1999) und der Suzuki Vitara XL-7. Die Kapazität des Unternehmens der hergestellten Suzuki-Fahrzeuge beläuft sich derzeit auf etwa 1.000 Einheiten/Jahr. Seit 2002 baut Suzuki Egypt den Kombi Lada 2104 und die Stufenhecklimousine Lada 2107, 2005 gefolgt vom Lada 2110. Von den Lada-Fahrzeugen werden in etwa 1300 Einheiten/Jahr hergestellt. Vertrieben werden diese dann von der Alamal Group. Der Suzuki Minivan ersetzte 2008 schließlich den veralteten Van.